# Lomponda Wa Botende
Lomponda Wa Botende , né le 24 juillet 1936 à Makanza (RDC) dans la province de l'Équateur, est un militaire et homme politique congolais. Il a le rang d'amiral.

## Biographie
Il suit une formation au Groupement des Écoles Navales et à l' École supérieure de navigation d'Anvers de 1962 à 1966, et est major de sa promotion.
En 1968, il devient aide de camp du président Mobutu , jusqu’en 1972, puis adjoint au Chef de la maison militaire du chef de l'État.Chef d'État-Major de la Force navale de 1973 à 1980, il est tour à tour promu capitaine de vaisseau, contre-amiral et vice-amiral. Secrétaire d'État à la Défense nationale de 1980 à 1985, il est ambassadeur du Zaïre en Israël en 1985. Amiral à son retour au pays, il est nommé Chef d'État-Major général des Forces Armées Zaïroises de 1987 à 1989, succédant à Eluki Monga Aundu,. Puis il sort du cercle des dirigeants militaires congolais en devenant Chef de la maison civile du chef de l'État, et enfin Commissaire d'État à l'environnement (ministre).
Au début des années 1990, son arrestation est annoncée par différents médias s'appuyant sur des «sources concordantes», pour participation à un complot, puis est démentie. C’est lui-même qui prend la peine de démentir l’information dans une conférence de presse organisée à bord du bateau de Mobutu.

### Note
1. ↑  En fonction de la provenance des médias : européens ou africains.